# Rossvikstjärnarna
Rossvikstjärnarna är en två sjöar nordväst om Björbo - denna artikel handlar om den västra, den östra saknar ännu artikel - i Gagnefs kommun i Dalarna och ingår i Dalälvens huvudavrinningsområde. Den genomflyts av en bäck från Hundtjärnen, och den rinner sedan ut i Lissel Soltjärnen och Soltjärnen. 

## Externa länkar

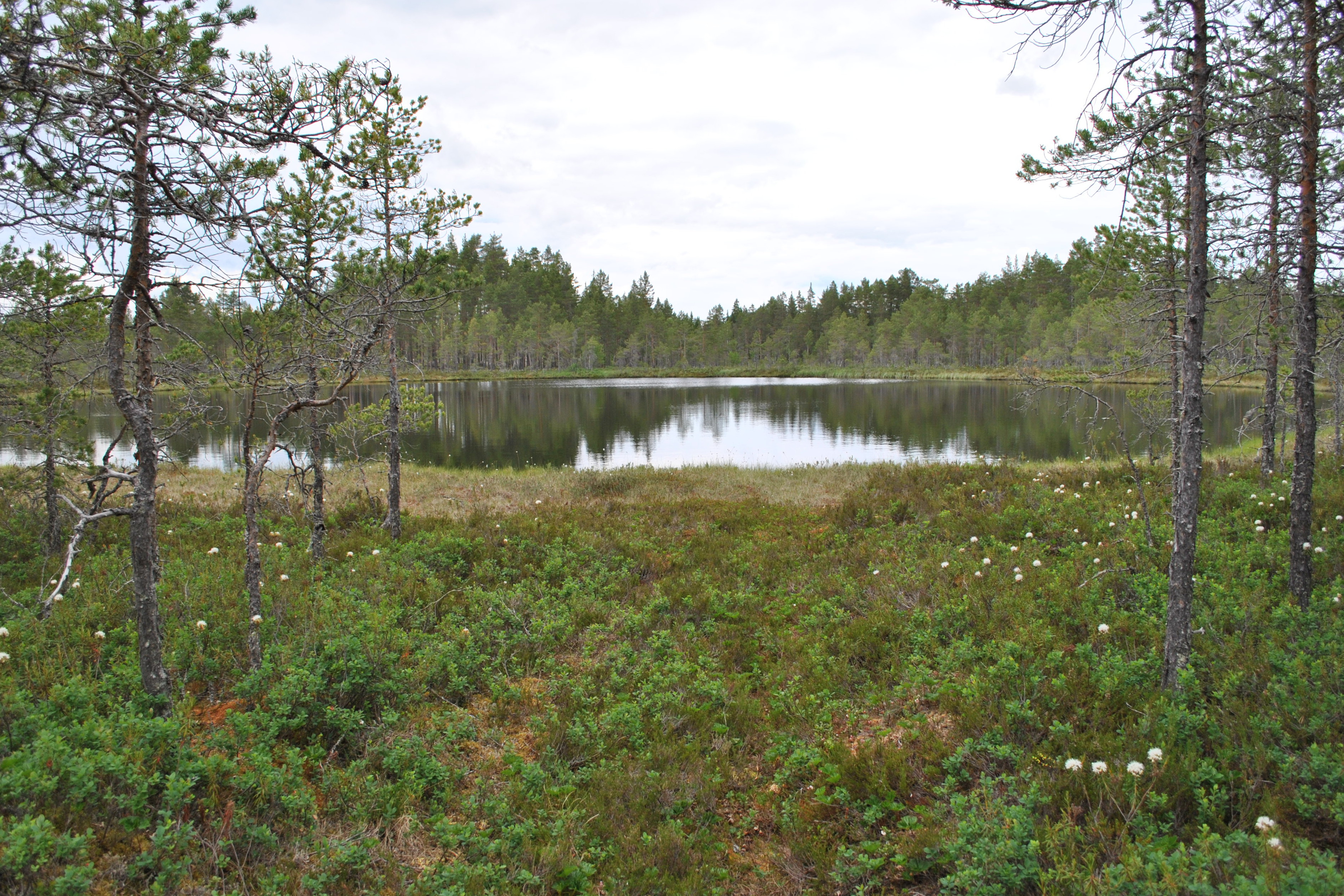
Östra Rossvikstjärnen, en nästan rund tjärn omgiven av myr.